# Lithobius rapax
Lithobius rapax är en mångfotingart som beskrevs av Frederik Vilhelm August Meinert 1872. Lithobius rapax ingår i släktet Lithobius och familjen stenkrypare. Inga underarter finns listade i Catalogue of Life.